# Baráth Mária
Baráth Mária, magyar táncdalénekesnő.

## Élete
A Radnóti Gimnáziumban érettségizett, majd az SZTK folyószámlaosztályára került. 1965-ben a Van kedve táncolni? című műsorban tűnt fel (Zeng a vihar), amely belépőt jelentett számára az 1966-os első táncdalfesztiválra. Ott a Jaj, tanár úr című számát adta elő, mellyel a döntőbe már nem jutott. Bár ígéretes tehetségnek tartották (Magyar Ifjúság Kovács Kati és Tárkányi Tamara mellett őt emelte ki az első elődöntőben), a sikert nem tudta meglovagolni. 1966 után felhagyott az énekléssel, kiesett a köztudatból.